# Međunarodni festival podvodnog filma
Međunarodni festival podvodnog filma je filmski festival osnovan 1997. godine u Beogradu. Festival svake godine organizuje projekcije filmova svetske filmske podvodne produkcije pod pokroviteljstvom Ministarstva za kulturu i Saveza ronilaca Srbije - SOPAS.

## Organizacija festivala
Stučni žiri bira dogovoreni broj filmova koji će ući u takmičarski deo, na festivalu izabrana filmska ostvarenja nagrađuju se dve kategorije
- PC PRO CATEGORY (professional productions) velike produkcije i TV kuće
- IC Film category: IC INDEPENDENT CATEGORY (amateur film makers, independent producers) nezavisni producenti.[2]

## Filmovi
Neki od filmova koji su učestvovali na festivalu:
- IDEMO NA JUG, Gordana Zdjelar
- FANTASIA NOTTURNA DI VRACAR, Branko Knežević
- 01 i 02. KRACE FORME FILMOVA O VESTACKIM GREBENIMA
- MAN MADE REEF - Part 1 i 2 , Kovjanic, Vukovljak
- 101 GODINA SAMOCE, Kovjanić, Vukovljav
- SS. QUINTO - NONSENSE OF WAR, Kovjanić, Vukovljak
- YOU, Kovjanić, Vukovljak
- TIHANY , Kovjanić, Vukovljak
- FANTASY, Kovjanić, Vukovljak
- KADA BI MORE UMELO DA SLIKA by Gordana Zdjelar
- M(J)EHUROLOGIJA by Branko Knežević , Gordana Zdjelar
- PET NAČINA DA PROSLAVITE NOVU GODINU POD VODOM by Branko Knežević